# Hala BKS Stal
Hala BKS Stal – hala widowiskowo-sportowa w Bielsku-Białej, w Polsce. Została wybudowana w latach 1985–1988 i zmodernizowana w 2006 roku. Położona jest obok Stadionu Miejskiego. Może pomieścić 1400 widzów. Swoje spotkania na obiekcie rozgrywają siatkarki BKS-u Stali Bielsko-Biała.
Pomysł na budowę hali powstał w 1984 roku (korzystanie z użytkowanej dotąd hali przy ulicy Leszczyńskiej było utrudnione, gdyż znajdowała się ona na terenie jednostki wojskowej), a budowa ruszyła rok później. Obiekt powstał na bazie hali produkcyjnej Polsportu. Otwarcie hali sportowej miało miejsce 22 lipca 1988 roku.